# San Antonio de Viña
San Antonio de Viña är en ort i Mexiko.   Den ligger i kommunen Tacámbaro och delstaten Michoacán de Ocampo, i den södra delen av landet, 250 km väster om huvudstaden Mexico City. San Antonio de Viña ligger 2 110 meter över havet och antalet invånare är 421.
Terrängen runt San Antonio de Viña är lite bergig. Runt San Antonio de Viña är det ganska tätbefolkat, med 80 invånare per kvadratkilometer. Närmaste större samhälle är Tacámbaro de Codallos, 5,8 km söder om San Antonio de Viña. I omgivningarna runt San Antonio de Viña växer huvudsakligen savannskog.